# 카즘 아이바즈
카즘 아이바즈(튀르키예어: Kazım Ayvaz, 1938년 3월 10일~2020년 1월 18일)는 튀르키예의 전 레슬링 선수이다. 올림픽에 3회 참가했고 1964년 하계 올림픽 그레코로만형 라이트급에서 금메달을 획득했다. 또한 세계 선수권 대회에서 금메달 2개를 획득했다.